# Ulica Celetná w Pradze

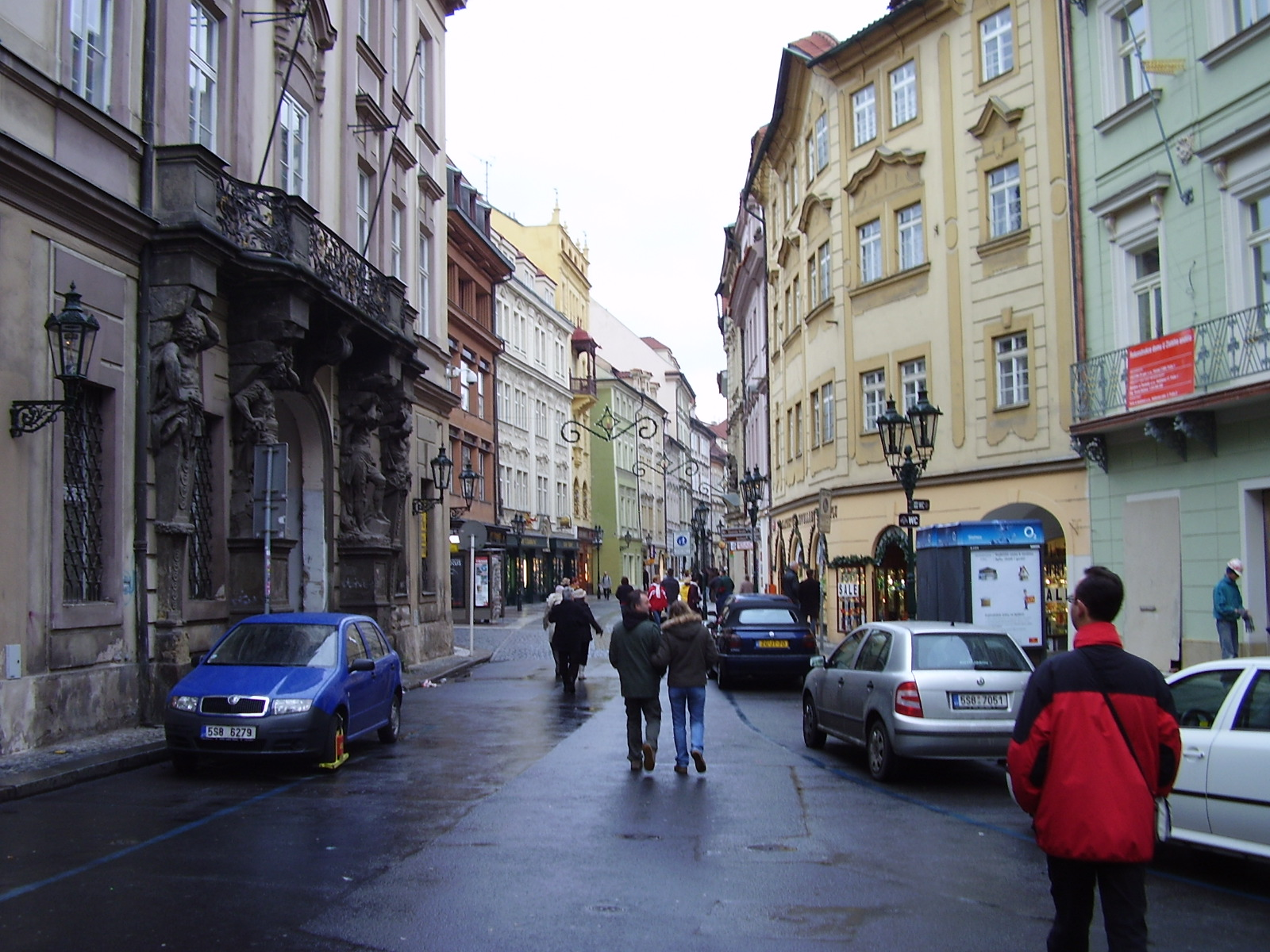
Ulica Celetná

Celetná – główna ulica Pragi, która prowadzi przez praskie Starego Miasta w Pradze 1 z byłego Pałacu Królewskiego (obecnie w tych miejscu jest Obecní dům) przez dzisiejszy Plac Republiki od Bramy Prochowej na Rynek Staromiejski. Jest to pierwsza część Drogi Królewskiej, która prowadzi stąd do Zamku Praskiego.
Ulica ma długość około 400 metrów, a dawniej prowadziła nią linia tramwajowa, teraz ma status deptaka.
Nazwa pochodzi od rzemieślników-piekarzy, wypiekających plecione chałki (calty).